# Ernolsheim-Bruche
Ernolsheim-Bruche (Arelse in alsaziano, Ernolsheim in tedesco) è un comune francese di 1 887 abitanti situato nel dipartimento del Basso Reno nella regione del Grand Est.

## Società

### Evoluzione demografica
Abitanti censiti